# Barfußgäßchen
Das Barfußgäßchen ist eine 160 Meter lange Anliegerstraße in der Innenstadt von Leipzig. Sie verbindet den Markt mit dem Dittrichring und ist eine der Partymeilen der Stadt.

## Geschichte
In der ersten Hälfte des 13. Jahrhunderts entstand im Nordwestteil der Stadt ein Kloster der Franziskaner, die auch Barfüßer genannt wurden, weil sie keine Schuhe oder höchstens Sandalen trugen. So bürgerte sich für den Weg vom Markt zum Kloster der Name Barfußgasse ein. Er führte vom Markt nach Westen bis zu der von Süden kommenden Klostergasse und dann nach Nordwesten zum Kloster, vorbei an einem kleinen Durchlass durch die Stadtmauer, dem Barfußpförtchen. Bereits ab 1439 hieß der hintere Teil des Barfußgäßchens ab der Klostergasse bis zum Kloster und weiter zum Ranstädter Tor Fleischergasse, die 1839 in Große und Kleine Fleischergasse geteilt wurde. Damit endete das Barfußgäßchen an der Klostergasse.
Ab 1902 wurden Häuser der Klostergasse und der Kleinen Fleischergasse abgerissen, um eine Fortsetzung des Barfußgäßchens nach Westen bis zum Thomasring (ab 1917 Dittrichring) zu schaffen. Das neue Teilstück der Straße wurde bis 1910 mit Wohn- und Geschäftshäusern im Stil des Historismus bebaut.
Im Zweiten Weltkrieg wurden in diesem Teil die Nummern 11 leicht und die Nummer 15 schwer beschädigt. Von Letzterer war nur noch das Erdgeschoss vorhanden; der komplette Wiederaufbau erfolgte erst 1996. Abgesehen von einem Reisebüro in der Nr. 11 und einem Kinderwarengeschäft in der Nr. 13 wird nach der Schließung des bekannten Briefmarkenhandels der Gebrüder Senf im Jahr 2008 die Erdgeschosszone des Barfußgäßchens fast nur noch gastronomisch genutzt.

## Bebauung
Der Zugang vom Markt wird auf der Nordseite vom 1913 errichteten König-Albert-Haus flankiert, dem auf der Südseite das ehemalige Messehaus Kaufhalle von 1848 gegenübersteht. Zwischen beiden zum Markt zählenden Gebäuden hat mit etwa sechs Metern das Barfußgäßchen seine schmalste Stelle; der folgende Teilabschnitt ist etwa acht Meter breit.
Auf der Südseite schließen sich an die Kaufhalle drei Häuser an, die zusammen mit dem Vorgängerbau der Kaufhalle im 16. Jahrhundert errichtet wurden und im Erdgeschoss noch Kreuzgewölbe aufweisen. Diese sogenannten Zinshäuser sind die ältesten Mietshäuser der Stadt. Als Eckhaus zur Klostergasse folgt das Traditionsgasthaus Zills Tunnel in seiner Bauform von 1887. Westlich der Klostergasse steht ein Komplex von drei vierstöckigen, in den Jahren 1904 bis 1906 errichteten Gebäuden, der Trifugium genannt wird.
An der Nordseite reicht das König-Albert-Haus mit vier Hausnummern (2–8) weit in das Barfußgäßchen. Nach einem weiteren Gebäude mündet die Kleine Fleischergasse schräg ein, wodurch ein kleiner dreieckiger Platz entsteht, auf dem seit 1913 der Lipsia-Brunnen, auch Putten-Brunnen genannt, steht. An der Westseite des Platzes wurde 1909/1910 das Lipsia-Haus errichtet, in dem bis 1963 das Kino Filmeck betrieben wurde.

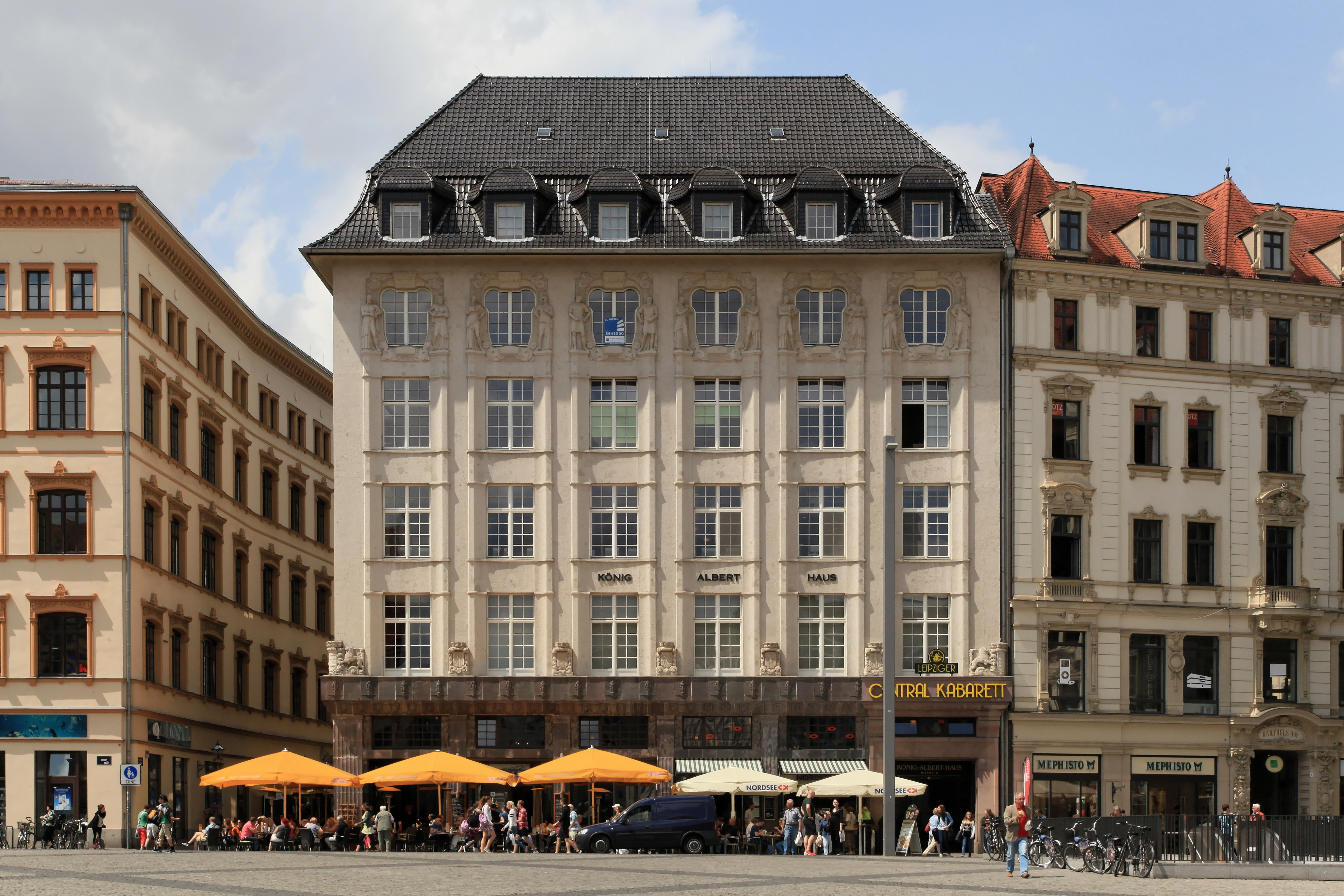
Beginn des Barfußgäßchens am Markt (2015)
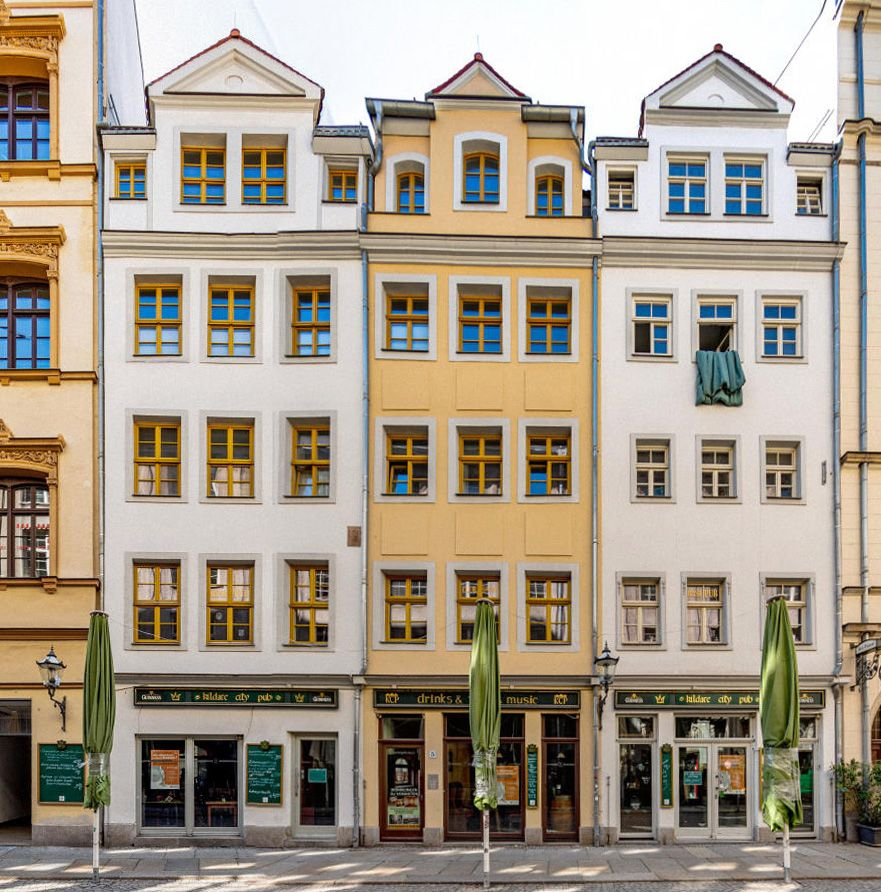
Zinshäuser aus dem 16. Jahrhundert (2020)
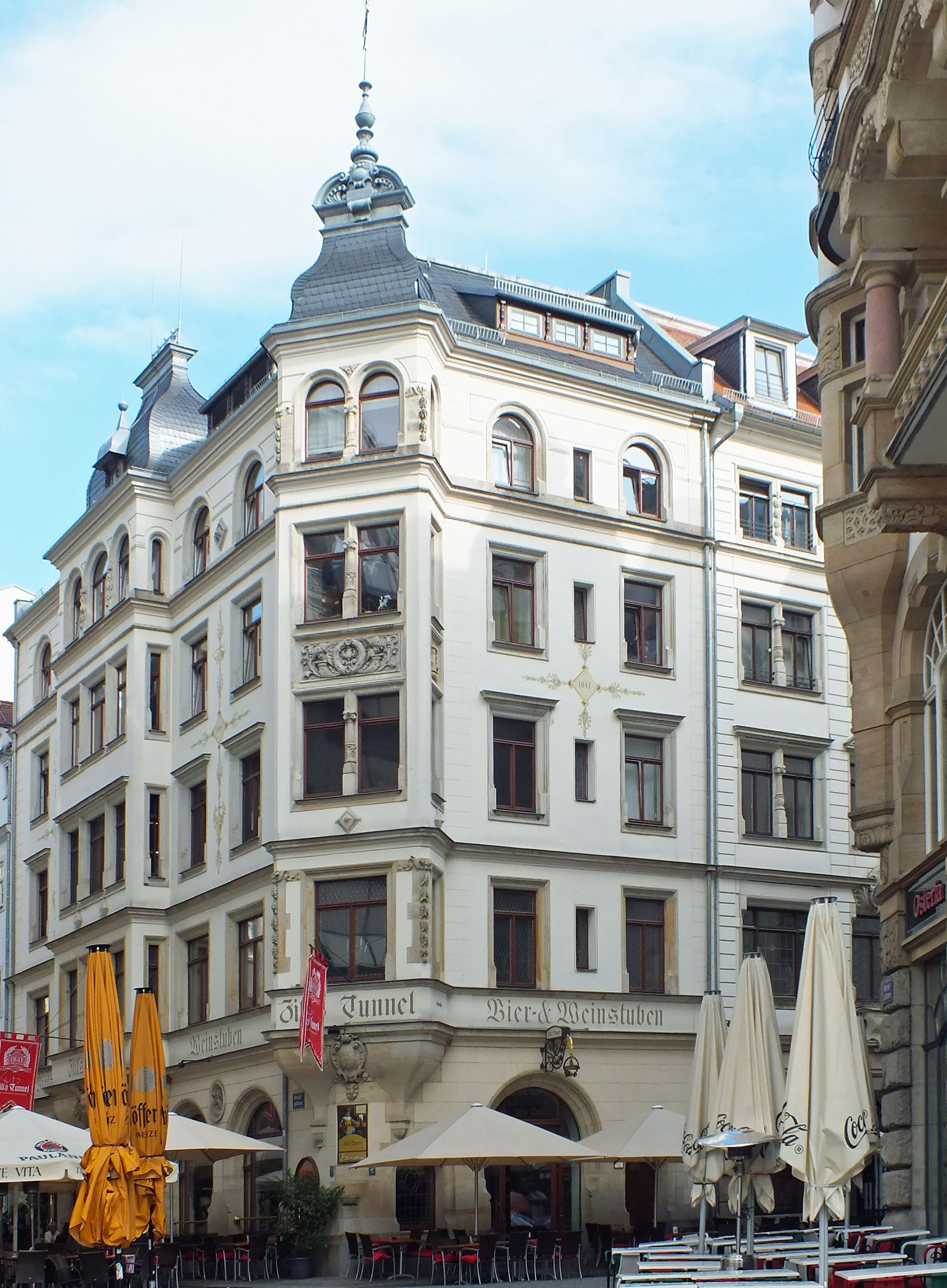
Zills Tunnel (2017)
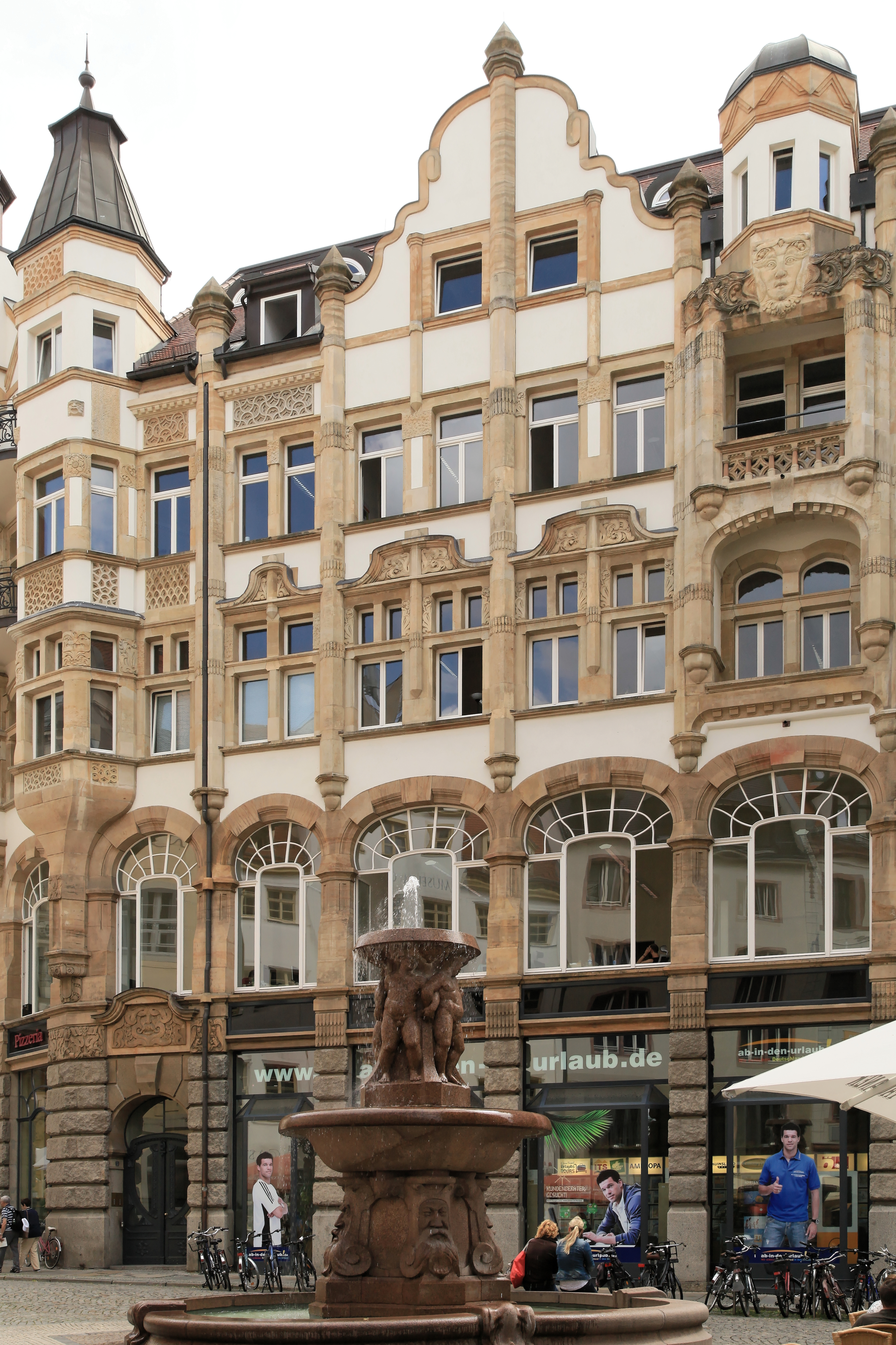
Teil des Trifugiums, Barfußgäßchen Nr. 11 (2015)
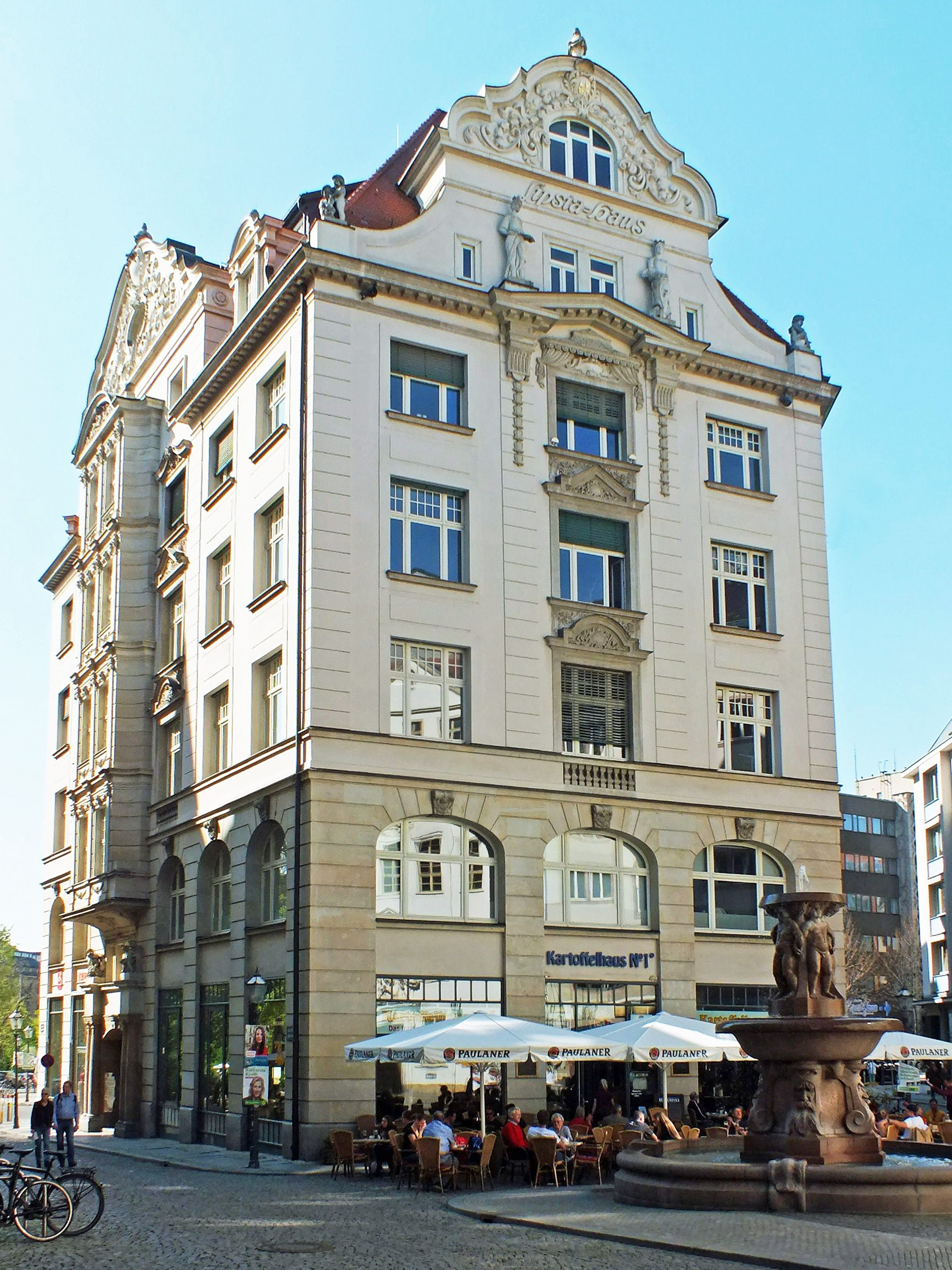
Lipsia-Haus mit Lipsia-Brunnen (2019)

## Gastronomie
Auf den 160 Meter Straßenlänge befinden sich elf gastronomische Einrichtungen der verschiedensten Art mit der Adresse Barfußgäßchen. Das ganze Jahr über kann man hier bis in die Nacht die zahlreichen Freisitze benutzen.
Das Barfußgäßchen ist das Zentrum des Kneipenbereichs Drallewatsch, der nahezu die gesamte westliche Innenstadt umfasst.